# 卢埃西亚
卢埃西亚，是西班牙阿拉贡自治区萨拉戈萨省的一个市镇。 总面积127平方公里，总人口413人（2001年），人口密度3人/平方公里。